# Indigofera ancistrocarpa
Indigofera ancistrocarpa är en ärtväxtart som beskrevs av Mats Thulin. Indigofera ancistrocarpa ingår i släktet indigosläktet, och familjen ärtväxter. Inga underarter finns listade i Catalogue of Life.